# Brenda Chapman
Brenda Chapman (nascida em 1 de novembro de 1962) é uma escritora, artista de história (storyboard) e diretora americana. Em 1998, ela se tornou a primeira mulher a dirigir um longa animado de um grande estúdio, O Príncipe do Egito da DreamWorks Animation. Ela co-dirigiu Brave da Disney.Pixar, tornando-se a primeira mulher a ganhar o Oscar de Melhor longa Animado.

## Vida e carreira
Chapman nasceu em Beason, Illinois, a mais jovem de cinco filhos. Estudou animação na California Institute of the Arts (CalArts). Durante suas férias de verão, ela começou sua carreira profissional no sindicado de televisão de animação. Depois de se graduar com um BFA em animação de personagens, ela foi uma estagiária de história em A Pequena Sereia da Disney. Ela foi um dos vários artistas de histórias chaves em Beauty and the Beast, onde ela trabalhou de perto com o futuro diretor da Disney, Roger Allers, para definir muitas das sequências importantes do filme. Ela mais tarde serviu como chefe de história, a primeira mulher a fazê-lo em um longa-metragem de animação, para O Rei Leão.
Chapman também trabalhou na história e o desenvolvimento de outros filmes de animação da Disney, como The Rescuers Down Under, The Hunchback of Notre Dame, e Fantasia 2000.  Ela se juntou a DreamWorks Animation em seu início no outono de 1994.
Chapman foi um de uma equipe de três diretores que trabalharam e O Príncipe do Egito, juntamente com Steve Hickner e Simon Wells. Ela se tornou a primeira mulher a dirigir em um longa metragem animado de um grande estúdio; outras três tinha dirigiram filmes independentes antes dela (Lotte Reiniger de The Adventures of Prince Achmed, Joy Batchelor de Animal Farm, e Arna Selznick de The Care Bears Movie).
Ela também trabalhou em Chicken Run, e vários projetos em desenvolvimento, enquanto estava na DreamWorks.
Chapman mudou-se para a Pixar, em 2003, onde ela teve um breve trabalho em Carros antes do início do desenvolvimento e direção de Valente. Chapman concebeu o projeto e foi anunciada como o diretor do filme, tornando-lhe a primeira mulher diretora da Pixar. Em outubro de 2010, no entanto, ela foi substituída por Mark Andrews, após divergências. Há rumores de que ela, posteriormente quis sair da Pixar, mas ela permaneceu na equipe até pouco depois do lançamento de Valente, e começou a trabalhar como consultora para a Lucasfilm no fim de julho de 2012,  onde ajudou a salvar os problemas da história de Estranha Magia. Quando perguntada se pretende voltar para a Pixar, Chapman respondeu: "A porta está fechada. Eu fiz a decisão certa para sair e firmemente fechei a porta. Eu não tenho vontade de voltar para lá. A atmosfera e a liderança não se encaixam bem comigo." Ela declarou que uma sequela para Valente é inevitável.
Em 2013, ela voltou a DreamWorks Animation, onde ela estava desenvolvendo uma adaptação de um livro infantil que teve uma forte personagem feminina, e foi descrita como "engraçado com a magia e coração." Em 2015, ela está desenvolvendo projetos para Chapman Lima Produções, com seu marido Kevin Lima.
Outros créditos incluem Who Framed Roger Rabbit, Shrek, WALL-E, Ratatouille, Up e Toy Story 3.

## Vida pessoal
Chapman é casada com o diretor Kevin Lima (A Goofy Movie, Tarzan, Enchanted), que ela conheceu na California Institute of the Arts. Eles têm uma filha, Emma Rose Lima, que foi a inspiração para a princesa Mérida, de Brave. Em abril de 2014, Chapman, quem nunca viveu na Escócia, mas afirma ter origem escocesa, pediu aos escoceses para não apoiarem a Independência no referendo em setembro de 2014.

## Filmografia
| Year | Title                       | Notes                                      |
| ---- | --------------------------- | ------------------------------------------ |
| 1988 | Who Framed Roger Rabbit     | Animação adicional                         |
| 1989 | The Little Mermaid          | Artista de história                        |
| 1990 | The Rescuers Down Under     | Artista de história                        |
| 1991 | Beauty and the Beast        | História                                   |
| 1994 | The Lion King               | Chefe de história                          |
| 1996 | The Hunchback of Notre Dame | história                                   |
| 1998 | The Prince of Egypt         | diretora com Steve Hickner e Simon Wells   |
| 1999 | Fantasia 2000               | história                                   |
| 2000 | The Road to El Dorado       | adicional artista de história              |
| 2000 | Chicken Run                 | adicional artista de história              |
| 2012 | Brave                       | diretora roteiro/história com Mark Andrews |
| 2015 | Strange Magic               | consultora, voz de Imp                     |